# Cursa de trotadors
Les curses de trotadors són un esport hípic en què els cavalls participants han d'estirar un cabriol o sulki sobre el que va situat el genet o jockey.

## Característiques i modalitats

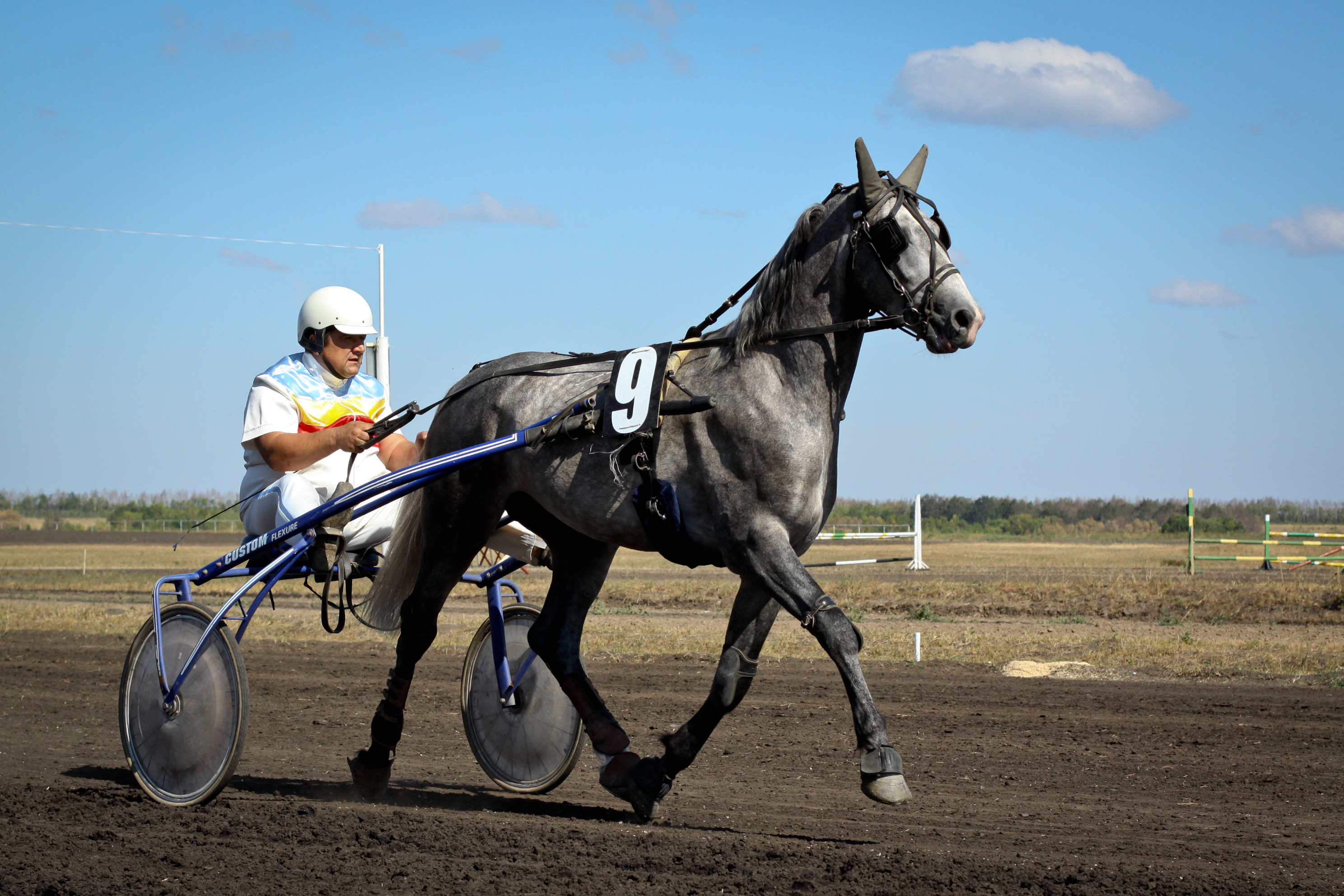
Cavall de trot durant una cursa

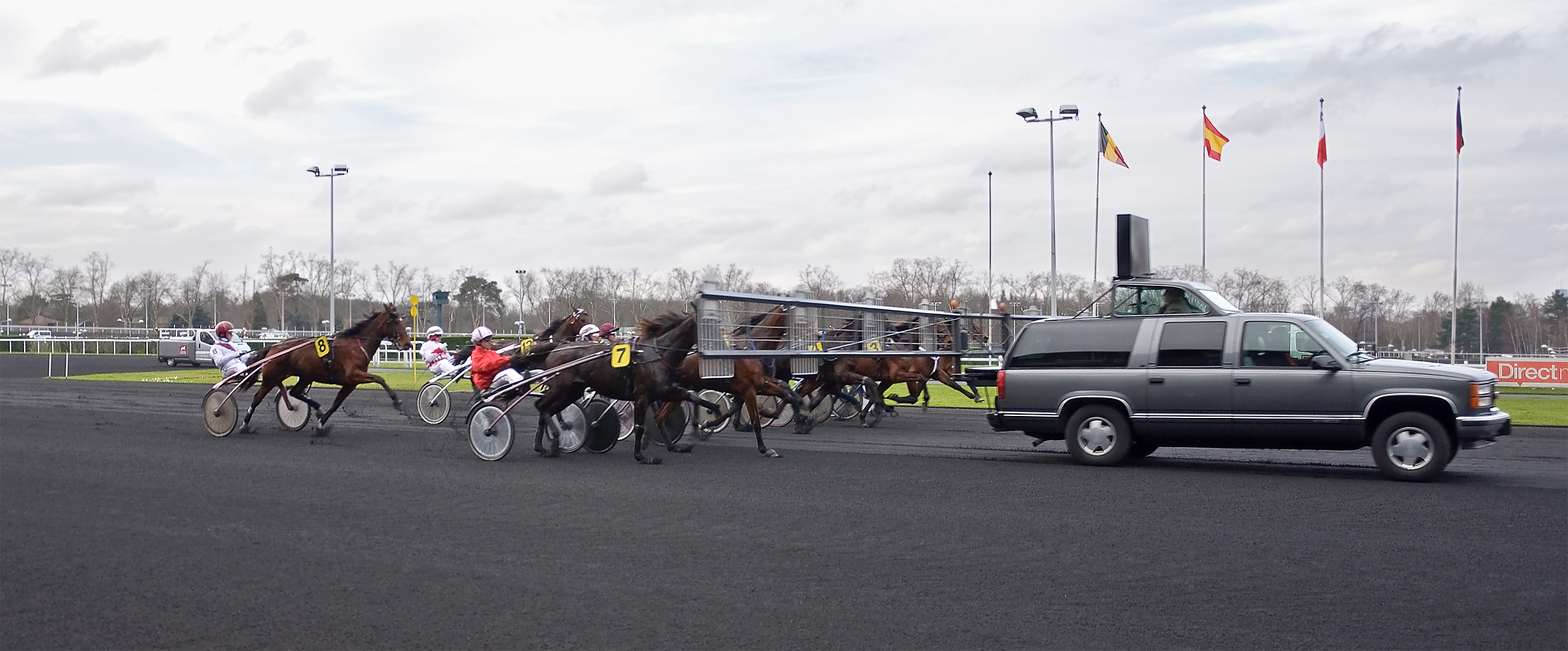
Autostart en el hipòdrom de Vincennes, France.

Durant tota la cursa els trotadors han de córrer a trot i en cap cas a galop, ja que si no són desqualificats. Existeix una modalitat, el trot muntat, on els cavalls no estiren el cabriol sinó que són muntats per un genet amb una sella. Tradicionalment aquesta segona modalitat únicament es practicava a França i Bèlgica però als durss anys s'ha popularitzat per altres indrets.
Segons la distància les curses de trotadors es divideixen en:
- Curses de curta distància: Es disputen sobre una milla (1.609 metres)
- Curses de mitjana distància: Es disputen sobre una distància que varia entre els 2.000 i els 2.600 metres.
- Curses de fons: Són aquelles en què el recorregut sobrepassa els 2.600 metres arribant a vegades fins als 4.000 metres.

Segons la modalitat de sortida les curses poden ser:
- En sortida llançada: Els participants surten llançats seguint un cotxe anomenat autostart.
- Handicap: Són curses en què participen cavalls de diferent categoria. Els de major recorren més distància que els de menor categoria. Els cavalls surten a peu aturat agrupats segons la categoria.

## Història de les curses de trot
Les curses de trotadors sorgiren com a esport a finals del segle xix de manera paral·lela a França i als Estats Units. A principis del segle xxi són un esport popular a Europa (França, Alemanya, Rússia, Bèlgica, Països Baixos, Itàlia, Escandinàvia, Illes Balears i Illa de Malta) i també a Amèrica del Nord, Brasil, Argentina, Austràlia i Nova Zelanda, llocs aquests durss on es practica una peculiar modalitat com són les curses d'ambladors.

## Principals races de cavalls trotadors
Els cavalls participants en aquests tipus de curses han estat seleccionats genèticament pels criadors des del moment en què l'esport s'institucionalitza com a tal. Cercant un cavall de trot ràpid i àgil. Avui dia les principals races de trotadors que trobam al món són:
- Trotó Francés
- Standardbred americà
- Trotó d'Orlov

A Balears existeix una raça semipròpia, el trotó Balear, sorgida de la importació d'estellons francesos i americans que foren creuats amb egües locals.

## Trot a les Balears
A les Illes Balears el trot és un esport amateur amb un fort arrelament social, amb una freqüència setmanal es disputen curses als cinc hipòdroms que actualment trobam a l'arxipèlag:
| Hipòdrom      | Localitat             | Corda | Superfície |
| Son Pardo     | Palma                 | 1000m | arena      |
| Municipal     | Manacor               | 645m  | arena      |
| Municipal     | Maó                   | 640m  | arena      |
| Torre del Ram | Ciutadella de Menorca | 800m  | arena      |
| Sant Rafel    | Sant Rafel (Eivissa)  | 800m  | arena      |

L'organisme encarregat d'organitzar aquestes curses és la Federació Balear de Trot, membre de la Unió Europea de Trot amb seu a París.